# Black Skinhead
"Black Skinhead" (stylizowany jako BLKKK SKKKN HEAD) – to utwór amerykańskiego rapera Kanye Westa, pochodzący z jego szóstego albumu studyjnego zatytułowanego Yeezus .Wydany został 2 lipca 2013 roku jako pierwszy singel z albumu przez wytwórnię płytową Roc-A-Fella Records oraz Def Jam Recordings. Przez pięć miesięcy przed wydaniem singla West pracował razem z fotografem Nickiem Knightem nad reżyserią teledysku. Pierwszy wiersz utworu został powiedziany przez rapera Lupe Fiasco. Singel dotarł do 69. miejsca na liście Billboard Hot 100. West wraz z utworem "New Slaves" zaprezentował singel na żywo 18 maja 2013 roku w programie Saturday Night Live. Utwór został wykorzystany także w zwiastunie filmu Wilk z Wall Street (The Wolf of Wall Street). Ray Rahman z Entertainment Weekly nazwał "Black Skinhead" jako jeden z najlepszych utworów z nowego albumu, określając go jako "galopujący manifest punk-rapu".

## Notowania
| Lista (2012-13)                       | Najwyższa pozycja |
| ------------------------------------- | ----------------- |
| Australia (Top 50 Singles)            | 58                |
| Francja (Top 200 Singles)             | 105               |
| Kanada (Billboard Canadian Hot 100)   | 66                |
| Szkocja (Top 40 Scottish)             | 31                |
| Wielka Brytania (Singles Top 100)     | 34                |
| Wielka Brytania (Top 40 R&B Singles)  | 6                 |
| Stany Zjednoczone (Hot 100)           | 69                |
| Stany Zjednoczone (R&B/Hip-Hop Songs) | 21                |
| Stany Zjednoczone (Rap Songs)         | 15                |